# العلاقات الأمريكية القرغيزستانية
العلاقات الأمريكية القيرغيزستانية هي العلاقات الثنائية التي تجمع بين الولايات المتحدة وقيرغيزستان.

## مقارنة بين البلدين
هذه مقارنة عامة ومرجعية للدولتين:
| وجه المقارنة                                              | الولايات المتحدة                                                                                                  | قيرغيزستان                      |
| --------------------------------------------------------- | --- | ------------------------------- |
| المساحة (كم2)                                             | 9.83 مليون | 199.95 ألف                      |
| عدد السكان (نسمة)                                         | 311.58 مليون | 6.20 مليون                      |
| الكثافة السكانية (ن./كم²)                                 | 31.7 | 31.01                           |
| العاصمة                                                   | واشنطن العاصمة | بيشكك                           |
| اللغة الرسمية                                             | لغة إنجليزية | اللغة الروسية، اللغة القيرغيزية |
| العملة                                                    | دولار أمريكي | سوم قيرغيزستاني                 |
| الناتج المحلي الإجمالي (بليون دولار)                      | 19.39 تريليون | 7.56 مليار                      |
| الناتج المحلي الإجمالي (تعادل القوة الشرائية) بليون دولار | 18.04 تريليون | 20.45 مليار                     |
| الناتج المحلي الإجمالي الاسمي للفرد دولار أمريكي          | 56.12 ألف | 1.10 ألف                        |
| الناتج المحلي الإجمالي للفرد دولار أمريكي                 | 54.63 ألف |                                 |
| مؤشر التنمية البشرية                                      | 0.920 | 0.655                           |
| رمز المكالمات الدولي                                      | +1 | +996                            |
| رمز الإنترنت                                              | .us، حكومة، .mil، Edu.                                                                                            | .kg                             |
| المنطقة الزمنية                                           | توقيت ساموا الأمريكية، توقيت أطلنطي موحد، منطقة زمنية وسطى، توقيت ألاسكا ‏، المنطقة الزمنية الجبلية، توقيت تشامرو ‏ | ت ع م+06:00                     |

## مدن متوأمة
في ما يلي قائمة باتفاقيات التوأمة بين مدن أمريكية وقيرغيزستانية:
- ترتبط كولورادو سبرينغس مع بيشكك باتفاقية توأمة.

## منظمات دولية مشتركة
يشترك البلدان في عضوية مجموعة من المنظمات الدولية، منها:
| علم المنظمة | اسم المنظمة                        | تاريخ انضمام الولايات المتحدة | تاريخ انضمام قيرغيزستان |
| ----------- | ---------------------------------- | ----------------------------- | ----------------------- |
|             | منظمة حظر الأسلحة الكيميائية       | ?                             | ?                       |
|             | بنك التنمية الآسيوي                | 1966                          | 1994                    |
|             | الاتحاد الدولي للاتصالات           | 1 يوليو 1908                  | 20 يناير 1994           |
|             | منظمة الشرطة الجنائية الدولية      | ?                             | ?                       |
|             | اتفاقية السماوات المفتوحة          | ?                             | ?                       |
|             | وكالة ضمان الاستثمار متعدد الأطراف | 12 أبريل 1988                 | 21 سبتمبر 1993          |
|             | منظمة التجارة العالمية             | ?                             | ?                       |
|             | منظمة الأمن والتعاون في أوروبا     | 25 يونيو 1973                 | 30 يناير 1992           |
|             | يونسكو                             | 4 نوفمبر 1946                 | 2 يونيو 1992            |
|             | مؤسسة التنمية الدولية              | 24 سبتمبر 1960                | 24 سبتمبر 1992          |
|             | الأمم المتحدة                      | 24 أكتوبر 1945                | 2 مارس 1992             |
|             | الاتحاد البريدي العالمي            | ?                             | ?                       |
|             | البنك الدولي للإنشاء والتعمير      | 27 ديسمبر 1945                | 18 سبتمبر 1992          |
|             | مؤسسة التمويل الدولية              | 20 يوليو 1956                 | 11 فبراير 1993          |

## أعلام
هذه قائمة لبعض الشخصيات التي تربطها علاقات بالبلدين:
- روزا أوتونباييفا (23 أغسطس 1950 – )

## وصلات خارجية
- موقع وزارة الخارجية الأمريكية